# 滴水岩水库
滴水岩水库是中国山西省朔州市右玉县境内的一座水库，位于苍头河上，建于1959年。水库正常库容为2489万立方米，集雨面积为320平方千米，海拔为1338.3米。